# Nanos clypeatus
Nanos clypeatus là một loài bọ cánh cứng trong họ Bọ hung (Scarabaeidae).